# Сделка или не
„Сделка или не“ е българският вариант на шоуто Deal or No Deal, излъчван по Нова телевизия. Водещ на предаването до 2018 г. е Румен Луканов с ководещ Жасмина Тошкова, а от 2023 г. водещ е Ненчо Балабанов.
Участникът в играта може да спечели от 10 стотинки от 100 000 лева (75 000 в първия сезон на предаването).
Шоуто стартира на 19 септември 2005 г. Първият победител е Венета Райкова, спечелила 75 000 в първия сезон.
Последният епизод на шоуто е излъчен на 3 юли 2009 г., но по-късно е подновено и на 6 септември 2010 г. започва петият сезон. На 29 януари 2016 г. играта е свалена от ефир. След едногодишна пауза шоуто се завръща на 10 септември 2017 г. и се излъчва всяка неделя от 18:00 и завършва на 7 януари 2018 г.
На 2 август 2023 г. Нова телевизия обявява кастинг за участници в новия сезон на предаването. То има нова визия и нов водещ – Ненчо Балабанов.